# Georg Kaspar Nagler

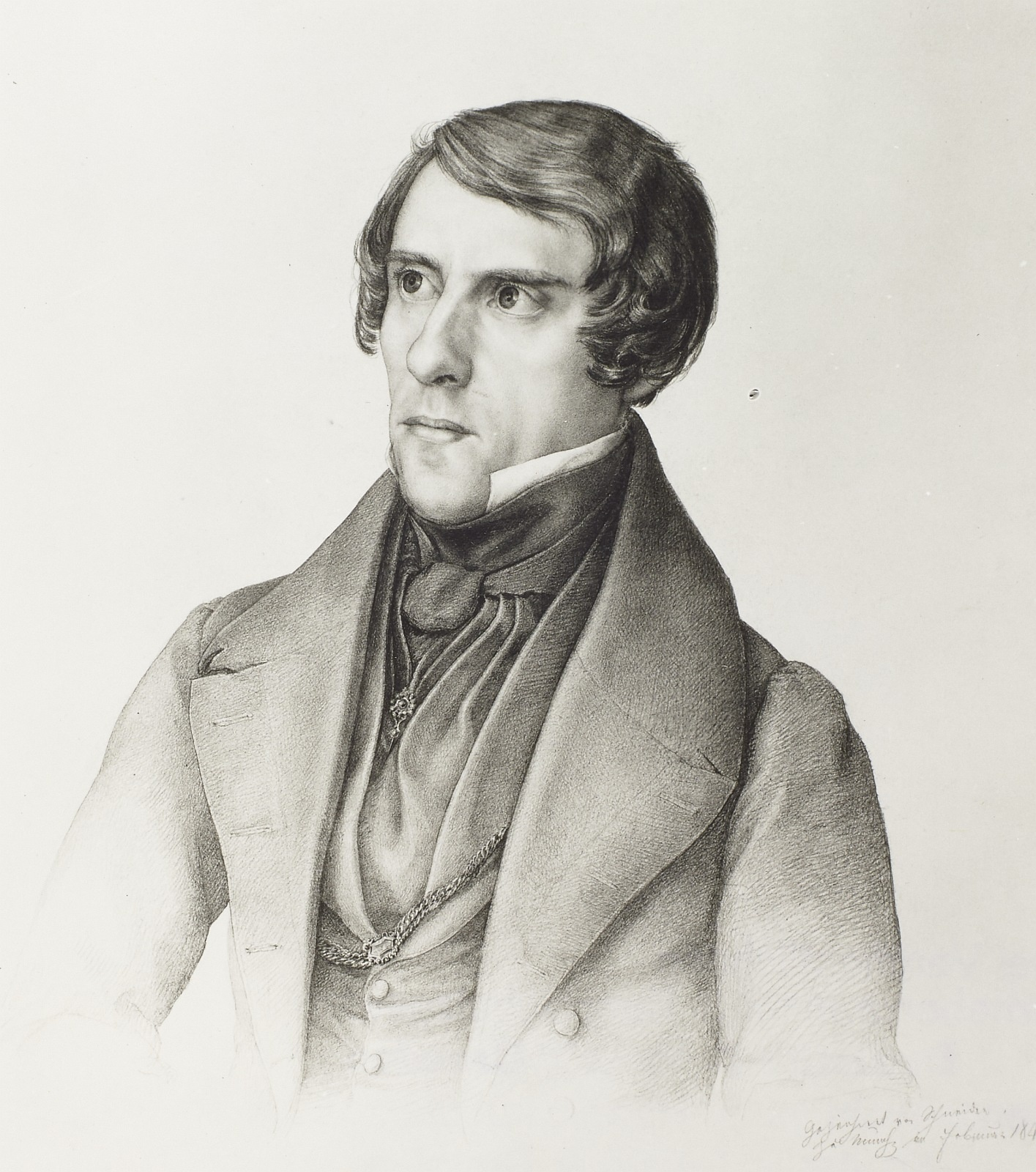
Georg Kaspar Nagler, Porträt von Robert Schneider, 1840

Georg Kaspar Nagler (* 6. Januar 1801 in Obersüßbach; † 20. Januar 1866 in München) war ein deutscher Kunsthistoriker und Kunstschriftsteller.

## Leben und Werk
Georg Kaspar Nagler, der aus armen Verhältnissen stammte, besuchte ab 1815 das (heutige) Wilhelmsgymnasium München. 1823 nahm er am dortigen Lyzeum ein Studium der Philologie und Naturwissenschaften auf, welches er 1829 an der Universität Erlangen mit der Promotion zum Dr. phil. abschloss. Schon seit 1827 war er Inhaber eines Antiquariats, nachdem er die Antiquarswitwe Johanna Ehrentreich ehelichte. Er wurde Mitarbeiter der von Joseph Heinrich Wolf herausgegebenen Bayerischen National-Zeitung.
Dann widmete er sich seinem (auf dem Allgemeinen Künstlerlexikon von Johann Rudolf Füssli basierenden) Neuen allgemeinen Künstler-Lexicon, das 1835 bis 1852 in 22 Bänden erschien. Dafür erhielt er goldene Medaillen für Kunst und Wissenschaft von Herzog Max in Bayern und Friedrich Wilhelm IV. von Preußen. Seit 1836 hielt er an der königlichen Baugewerksschule Vorträge über die Geschichte der Architektur.

## Veröffentlichungen (Auswahl)
- De Rhapsodis. Dissertation, 1829.
- Acht Tage in München. Franz, München 1834, urn:nbn:de:bvb:12-bsb10595983-3; Nachdruck der Auflage von 1863: Gerber, München 1983, ISBN 3-87249-067-2.
- Geschichte der Porzellan-Manufaktur zu München. München 1834 (auch in: Bayerische Annalen, Abth. Vaterlandskunde. 1834, Nr. 34–38, Vorschau in der Google-Buchsuche).
- Neues allgemeines Künstler-Lexicon oder Nachrichten aus dem Leben und den Werken der Maler, Bildhauer, Baumeister, Kupferstecher, Formschneider, Lithographen, Zeichner, Medailleure, Elfenbeinarbeiter, etc. 22 Bände. Verlag von E. A. Fleischmann, München 1835–1852, urn:nbn:de:gbv:wim2-g-1707647 (insgesamt 12.500 Seiten).
- Rafael als Mensch und Künstler. Verlag von E. A. Fleischmann, München 1836, urn:nbn:de:bvb:12-bsb10258663-1.
- Michel-Angelo Buonarotti als Künstler. Verlag von E. A. Fleischmann, München 1836.
- Albrecht Dürer und seine Kunst. Verlag von E. A. Fleischmann, München 1837, urn:nbn:de:bvb:12-bsb10258637-7.
- Leben und Werke des Marco-Antonio Raimondi aus Bologna. Aus Nagler’s Künstler-lexicon besonders abgedruckt. o. O. 1842 (zu Marcantonio Raimondi; ursprünglich: Marcantonio Raimondi. In: Nagler: Neues allgemeines Künstler-Lexicon. Band 12, S. 205–269, urn:nbn:de:gbv:wim2-g-1774680).
- Leben und Werke des Malers und Radirers Rembrandt van Ryn. München 1843.
- Beiträge zur älteren Topographie von München. 1847–1850; 2. Auflage als Topographische Geschichte von München und seinen Vorstädten. Franz, München 1863.
- Die Monogrammisten und diejenigen bekannten und unbekannten Künstler aller Schulen, welche sich zur Bezeichnung ihrer Werke eines figürlichen Zeichens, der Initialen des Namens, der Abbreviatur desselben &c. bedient haben. 5 Bände zzgl. Generalindex. G. Franz, München 1858–1863, urn:nbn:de:hbz:061:1-21224 (Band 4 und 5 postum, 15.000 Monogramme von 12.000 Künstlern). Neudruck Hirth, München 1919.